# Czarnowo (województwo pomorskie)
Czarnowo (kaszub. Czôrnowò, niem. Czarnowo) – wieś kaszubska w Polsce położona w województwie pomorskim, w powiecie chojnickim, w gminie Brusy.
W latach 1975–1998 miejscowość administracyjnie należała do województwa bydgoskiego.
Według danych z 2011 roku miejscowość zamieszkiwało 216 osób.

## Historia wsi
Od 29 listopada 1906 r. do 11 kwietnia 1907 r. w miejscowej szkole elementarnej odbył się strajk dzieci przeciwko nauczaniu religii w języku niemieckim. Z uczestników strajku znane są nazwiska następujących dzieci: Warszyńscy, Lewiński, Brunke, von Plata, Dubbek, Dorawowie, Bruski, Narloch, Sielski, Rekowski, Szeffler, Hamerski. Strajk był elementem znacznie większej akcji biernego oporu wobec pruskich władz szkolnych, która na przełomie 1906 i 1907 r. objęła ponad 460 szkół w prowincji Prusy Zachodnie, czyli przedrozbiorowe Pomorze Gdańskie, Powiśle, ziemię chełmińską i ziemię lubawską oraz część Krajny. Inspiracją dla strajków pomorskich były wcześniejsze działania dzieci w prowincji wielkopolskiej, ze słynnym strajkiem we Wrześni (1901) na czele.
Jest to rodzinna wieś poety kaszubskiego Jana Karnowskiego, znajduje się tu jego pomnik.